# Espoonlahti (stacja metra)
Espoonlathi (szw. Esboviken) – stacja metra helsińskiego, znajdująca się w mieście Espoo, w dzielnicy Espoonlahti. Obsługuje ją linia M1 (Kivenlahti – Vuosaari).
Stacja została wybudowana w drugiej fazie projektu Länsimetro (metro zachodnie). Otwarcie miało miejsce 3 grudnia 2022 roku. W lutym 2023 otwarto terminal autobusowy przy stacji. Stacja jest też połączona bezpośrednio z centrum handlowym Lippulaiva.